# Línea 411 (Montevideo)
La  línea 411 fue una línea urbana de Montevideo, unía el Templo Inglés en la Ciudad Vieja con Villa Colón.

## Historia
1963, en los inicios de la Cooperativa de Obreros y Empleados del Transporte Colectivo  fue creada la línea 447 que tenía como objetivo unir el Templo Inglés, cuando aún en la Plaza España no se encontraba la actual termínal, con la intersección del Camino Lecocq y la calle Antonio Rubio, en el Pueblo Conciliación. A una semana de ser creado, el recorrido cambia de denominación, pasando a denominarse como línea 411, además de su denominación también es modificado su recorrido, ya que comenzaría a unir el Templo Inglés con el barrio de Villa Colón. Durante su actividad, se caracterizó por ser una línea extensa y con demasiadas vueltas, su recorrido fue modificado en innumerables ocasiones, pero siempre manteniendo los mismos destinos en las dos cabeceras. Al igual que la línea 409 accedía al Centro por la calle Soriano y salían del mismo por la calle Canelones, pasando por la Caja de Jubilaciones, la Avenida Agraciada para luego circular por las avenidas Joaquín Suárez y Millan hasta Clemenceau para luego tomar la entonces Propios, Instrucciones, Máximo Santos, Coronel Raíz, Edison, E. George, Fortet y el Camino Duran hacia la Plaza Vidiella.
En el año 2009 luego de varias modificaciones y en el marco de la puesta en marcha del Sistema de Transporte Metropolitano su servicio es suprimido y remplazado por la línea L29.